# Enji
Enji (* 8. Mai 1991 in Ulan Bator als Enkhjargal Erkhembayar) ist eine mongolische Jazzmusikerin (Gesang, Komposition).

## Leben und Wirken
Enji erlernte bereits in ihrer Kindheit die Traditionen des mongolischen Volksliedes und Volkstanzes und später auch die Kunst des mehr als tausend Jahre alten Kehlkopfgesangs Urtin Duu. Sie absolvierte in Ulan-Bator ein Bachelor-Studium der Musikpädagogik. Ab 2014 war sie eine der ersten Studentinnen am Goethe Musiklabor Ulan Bator. Dort bereitete Martin Zenker sie auf ihr Master-Studium im Jazzstudiengang der Hochschule für Musik und Theater München vor. Ab 2014 trat sie in Jazz-Clubs in Ulan Bator und im mongolischen staatlichen Fernsehen auf. 2015 war sie zu ersten Konzerten in Deutschland. 2016 wurde sie mit ihrer Band zum Koktebel Jazz Festival auf die Krim eingeladen. Zwischen 2018 und 2020 absolvierte sie in München den Masterstudiengang im Fach Jazzgesang, wo sie mit Bestnote abschloss.
2018 erschien Enjis Debütalbum Mongolian Song, dem 2021 das Album Ursgal überwiegend mit Eigenkompositionen folgte. Seine „einzigartige Mischung aus Jazz und Folk mit den Traditionen des mongolischen Liedes“ wurde im Deutschlandfunk hervorgehoben.  Sie wurde Bestandteil der jungen Jazzszene Münchens, wo sie als Gastsängerin und mit Pianisten wie Sam Hylton und Vincent Eberle sowie mit ihrer eigenen Band in den einschlägigen Clubs auftrat. Im Auftrag des Goethe-Institutes tourte sie in Südkorea; in Südafrika trat sie mit Kevin Gibson und Andrew Lilley auf. Bei den Late Junction Sessions von BBC Radio 3 arbeitete sie 2024 mit der französischen Geigerin Agathe Max zusammen. Sie ist auch auf dem Album Letters to My Little Girl von Svetlana Marinchenko zu hören.

## Diskographische Hinweise
- Mongolian Song (Enja 2018, mit Johannes Enders, Paul Kirby, Martin Zenker, Billy Hart)
- Ursgal (Squama 2021, mit Paul Brändle, Munguntovch Tsolmonbayar sowie Moritz Stahl, Alistair Duncan)
- Enji, Popp: 031921 5.24 5.53 (Squama 2022, EP)
- Ulaan (Squama 2023, mit Joana Queiroz, Paul Brändle, Munguntovch Tsolmonbayar, Mariá Portugal sowie Matthias Lindermayr)[7]
- Sonor (Squama 2025, mit Elias Stemeseder, Paul Brändle, Robert Landfermann, Julian Sartorius sowie Matthieu Bordenave, Khasar Ganbaatar)[8]